# Wolfgang Haberler
Wolfgang Haberler (* 31. Oktober 1963 in Neunkirchen) ist ein österreichischer Politiker (FPÖ). Er war von 1993 bis 2002 Abgeordneter zum Landtag von Niederösterreich.
Haberler besuchte nach der Volksschule eine Hauptschule und absolvierte in der Folge ein Gymnasium. Er erlernte den Beruf des Drogisten und arbeitete in der Folge als Angestellter. Haberler engagierte sich bereits früh im politischen Bereich und hatte zwischen 1981 und 1986 die Funktion des Bezirksobmanns des Ringes Freiheitlicher Jugend inne. Er stieg in der Folge zum FPÖ-Bezirksparteiobmann auf, wobei er dieses Amt zwischen 1986 und 1994 ausübte. Er fungierte zudem ab 1990 als Gemeinderat in Wiener Neustadt, war von 2000 bis 2005 Stadtrat und danach wieder Gemeinderat. Zudem vertrat er die FPÖ vom 7. Juni 1993 bis zum 30. September 2002 im Landtag und war Landesobmann der Freiheitlichen Arbeitnehmer.
Haberler hat im Jahre 2002 die Mitgliedschaft in der FPÖ und seine Mandate im NÖ-Landtag aufgrund eines Strafverfahrens gegen ihn zurückgelegt. Er ist seit dieser Zeit mit einer Liste "WN Aktiv - Liste Wolfgang Haberler" in Wiener Neustadt auf Gemeindeebene politisch aktiv.
Haberler wurde im Jahr 2004 wegen versuchten schweren Betrugs, Gebrauchs fremder Ausweise und falscher Beweisaussage im Zuge gerichtlicher Vorerhebungen zu einer bedingten Haftstrafe von zwei Jahren verurteilt. Er hatte sich bei einem Vaterschaftstest von einem Bekannten "vertreten" lassen.